# فرودگاه پورت دو په
فرودگاه پورت دو په (به انگلیسی: Port-de-Paix Airport) یک فرودگاه همگانی با کد یاتا PAX است که یک باند فرود چمن دارد و طول باند آن ۶۴۰ متر است. این فرودگاه در کشور هائیتی قرار دارد .

## شرکت‌های هواپیمایی و مقصدهای پروازی
As of July 2017 there are no scheduled services to Port-de-Paix.